# Selección de fútbol de las Indias Occidentales
La Selección de las Indias Occidentales de fútbol es el equipo que representa a las Indias Occidentales. No es miembro de la FIFA, CFU o de la CONCACAF, pero es miembro de la NF-Board, una organización para equipos que no son miembros de la FIFA. Fueron admitidos en la Junta de la Policía Nacional como miembro provisional en 2013.
La Federación de fútbol de las Indias Occidentales (WIFA) utilizará jugadores caribeños de todo el mundo que no han jugado con su equipo nacional y les dará la oportunidad de representar a las Indias Occidentales y les permitirá experimentar el fútbol internacional.
La Federación de fútbol de las Indias Occidentales inicialmente tendrá su sede en Trinidad y Tobago y se programó que jugarán en la Copa Mundial VIVAde 2014. Desafortunadamente, debido al corto plazo que les permitieron, no pudieron salir al campo. Sin embargo, a largo plazo, su capacidad para elegir jugadores de cualquiera de los países del Caribe debería surgir con un equipo fuerte.

## Historia
Ha habido muchos intentos de unir a la selección de fútbol de las Indias Occidentales, pero en el pasado fracasaron en su mayoría, aunque existió la Asociación Británica de Fútbol del Caribe establecida en 1957 y jugó varios partidos como selecto equipo del Caribe, principalmente contra la oposición inglesa.
El escuadrón de desarrollo WIFA Pirates jugó su primer partido el 26 de enero de 2015 en un partido amistoso contra el Petrotrin Sports Club de la Federación de Fútbol de Trinidad y Tobago, ganando 5-4.